# Leptostylis goroensis
Leptostylis goroensis är en tvåhjärtbladig växtart som beskrevs av Aubrev. Leptostylis goroensis ingår i släktet Leptostylis och familjen Sapotaceae. IUCN kategoriserar arten globalt som akut hotad. Inga underarter finns listade i Catalogue of Life.